# 颖毛早熟禾
颖毛早熟禾（学名：Poa hirtiglumis）为禾本科早熟禾属下的一个种。